# Nina (serie televisiva)
Nina è una serie televisiva francese, trasmessa in 6 edizioni dal 17 giugno 2015 al 9 giugno 2021 sul canale France 2.

## Trama
Le vicende ospedaliere di una stravagante stagista di infermieristica che dovrà fronteggiare ogni giorno complicati casi clinici, tenendo in piedi anche la sua vita privata che è tutto tranne che tranquilla. Nina infatti sta uscendo da un divorzio difficile col marito e non vede l'ora di costruirsi una nuova vita. Quale luogo migliore del posto di lavoro per fare interessanti conoscenze? L'intrigo però è dietro l'angolo, perché a gestire la struttura sanitaria è proprio l'ex marito e la trentanovenne dovrà provare a ricostruire la propria vita professionale e privata.

## Episodi
| Stagione         | Episodi | Prima TV Francia | Prima TV Italia |
| ---------------- | ------- | ---------------- | --------------- |
| Prima stagione   | 8       | 2015             | 2016            |
| Seconda stagione | 10      | 2016             | 2017            |
| Terza stagione   | 10      | 2017             | 2017            |
| Quarta stagione  | 10      | 2018             | 2019            |
| Quinta stagione  | 12      | 2019             | inedita         |
| Sesta stagione   | 6       | 2021             | inedita         |

## Personaggi e interpreti

### Personaggi principali
- Nina Auber, interpretata da Annelise Hesme
- Dr Costa Antonakis, interpretato da Thomas Jouannet
- Lily Antonakis, interpretata da Léa Lopez(stagioni 1 e 2), Ilona Bachelier(stagioni 3-)
- Leonnie "Leo" Bonheur, interpretata da Nina Mélo
- Dr Samuel Proust, interpretato da Grégoire Bonnet
- Nadine Leroy, interpretata da Marie Vincent
- Gabrielle, interpretata da, interpretato da Muriel Combeau
- Dr Hélène Maurier, interpretata da Alexia Barlier
- Dr Djalil Bensaïd, interpretato da Farid Elouardi
- Dorothée Ariès, interpretata da Alix Bénézech
- Kevin Heurtaud, interpretato da Clément Moreau
- Pascal N'Guyen, interpretato da Stéphane Fourreau
- Fred, interpretato da Ambroise Michel

### Personaggi secondari
- Gloria Auber, interpretata da Marie-Christine Adam
- Antoine Auber, interpretato da Jean-François Garreaud
- Néo, interpretato da Maël d'Almeida (stagione 1) e Roman Magloire (stagione 2)
- William "Will", interpretato da  Alexandre Tacchino
- Capitano Nicolas Bourget, interpretato da Édouard Collin